# Antigonish
Antigonish (/ˌæntɪɡəˈnɪʃ/ (del gaélico escocés: Am Baile Mór) [amˈpaləˈmuːɾ]) es un pueblo ubicado en el condado de Antigonish en la provincia canadiense de Nueva Escocia.

## Historia
Antes de la colonización europea, la zona en la que se asienta actualmente Antigonish estuvo ocupada por la tribu de los indios algonquinos llamados mi'kmaq. El primer asentamiento europeo tuvo lugar en 1784, cuando el teniente coronel Timothy Hierlihy, del Real Regimiento de Voluntarios de Nueva Escocia, recibió una concesión de tierras en la bahía de Antigonish. Hierlihy y su compañía fundó el asentamiento de Dorchester, llamado así por Guy Carleton, quien fue gobernador general de Canadá. A finales de la década de 1820, Dorchester cambió su nombre por el actual de Antigonish.
En 1855 se estableció en Antigonish la Saint Francis Xavier University, que estuvo anteriormente ubicada en Arichat. La Universidad fue originalmente un seminario católico al que se le dieron poderes completos para dar enseñanzas superiores en 1866.
El primer hospital de la ciudad abrió el 10 de junio de 1906.

## Naturales de Antigonish
- Stephen McHattie (1947), actor.
- Allan H. MacDonald]] (1951), físico.
- Dean Melanson (1973), jugador de hockey.
- Kirk Furey (1976), jugador de hockey.
- Craig MacDonald (1977), jugador de hockey.
- Eric Gillis (1980), atleta.
- Alex Grant (1989), jugador de hockey.
- August Ames (1994-2017): actriz porno.

## Galería

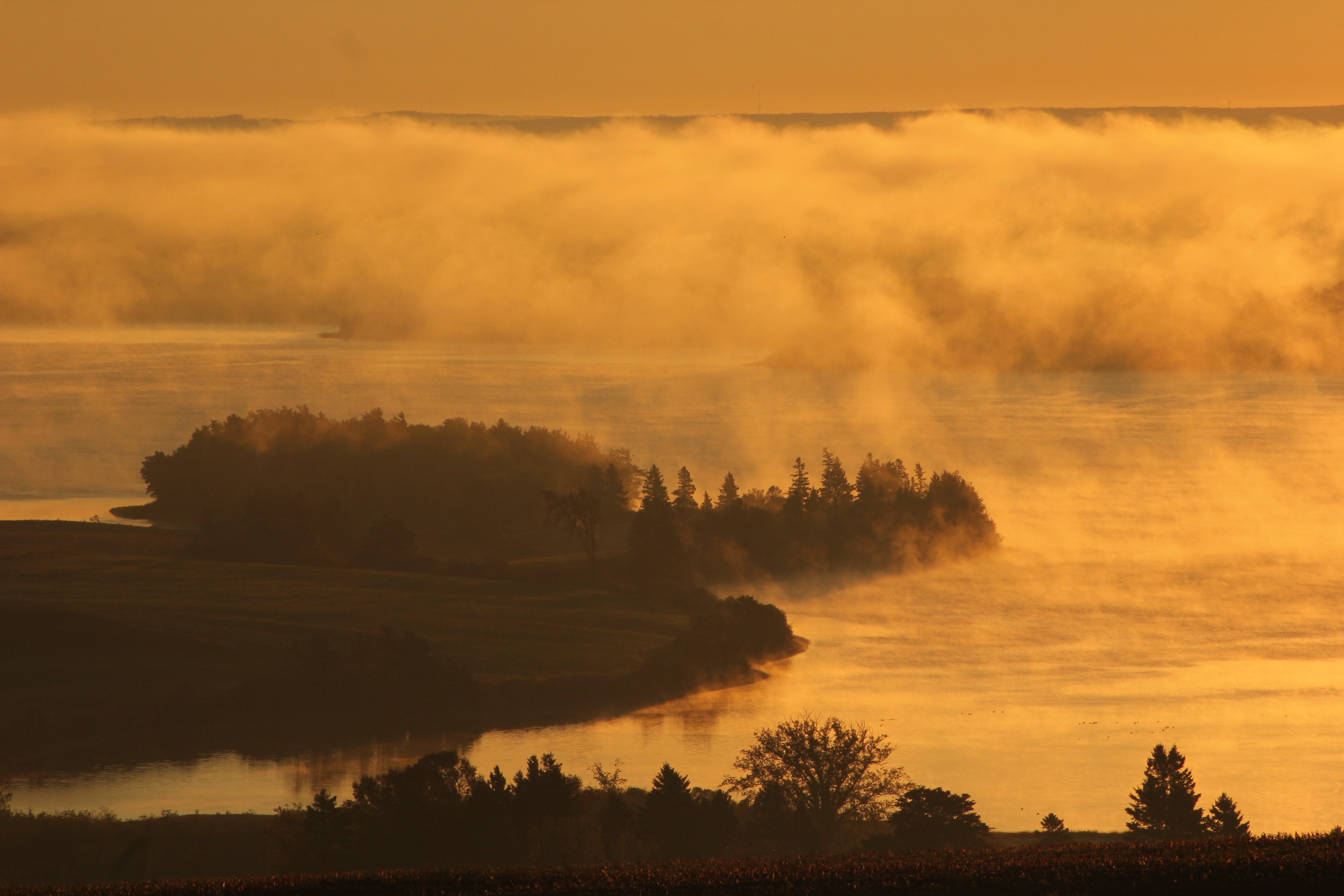
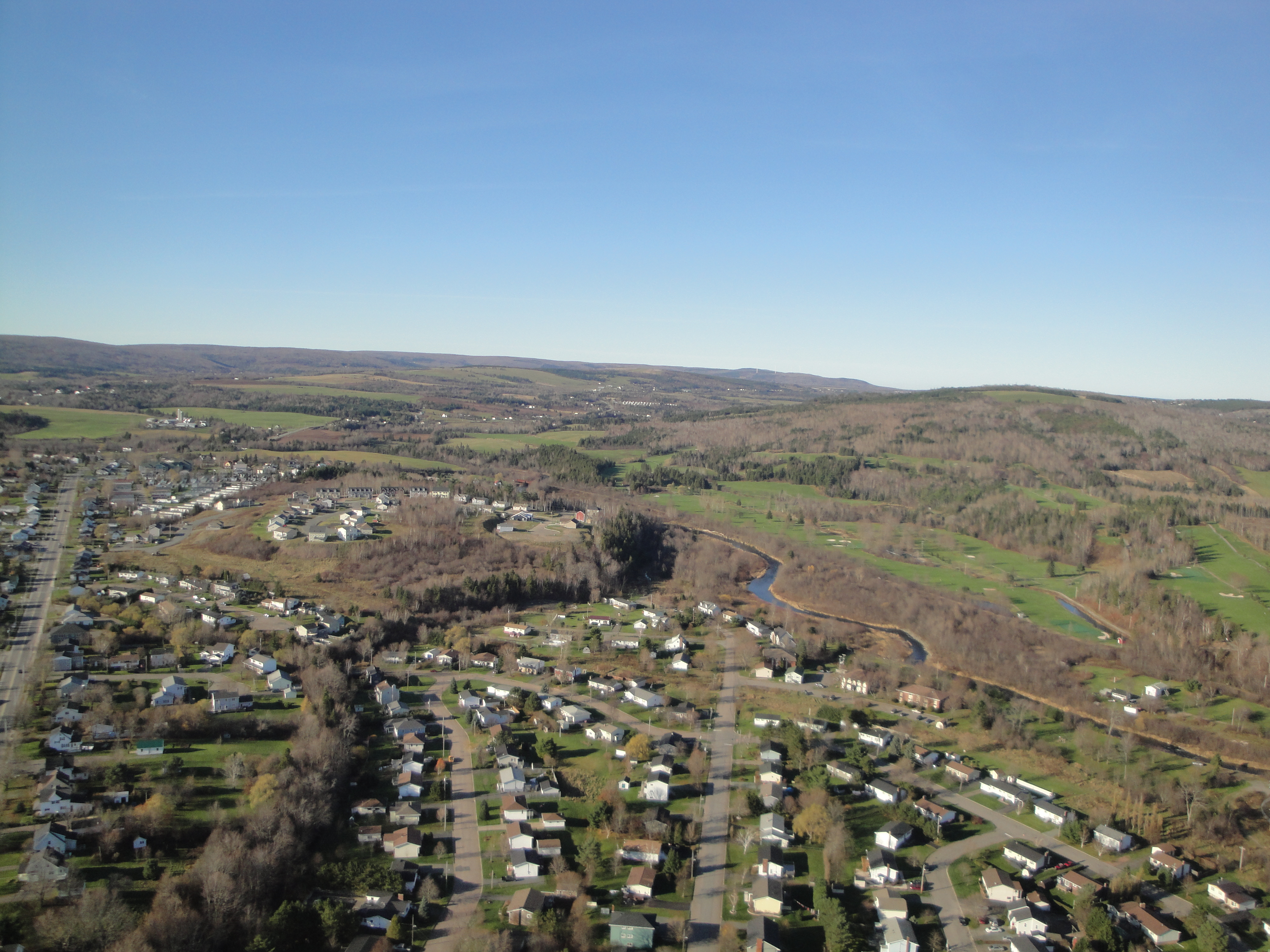
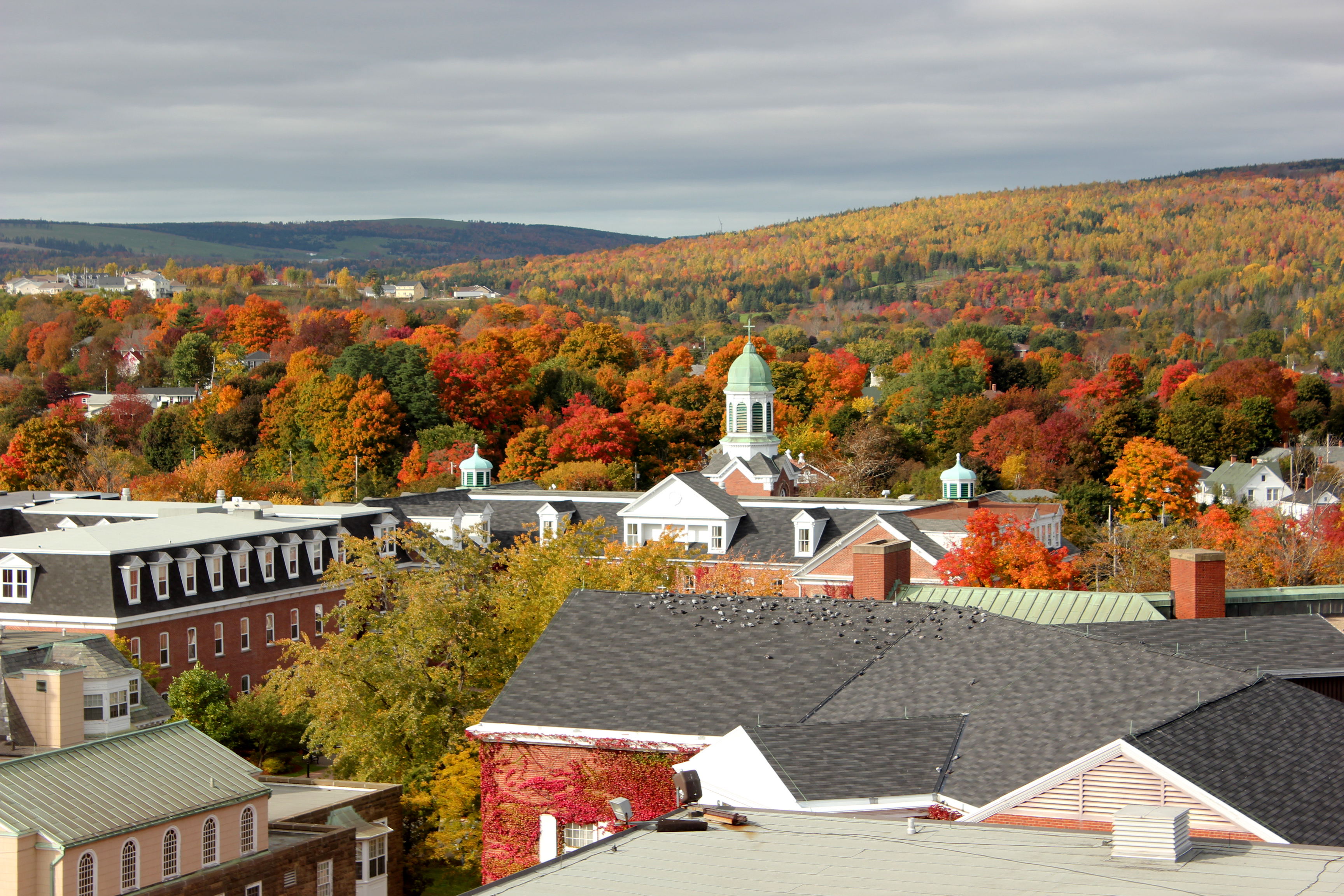
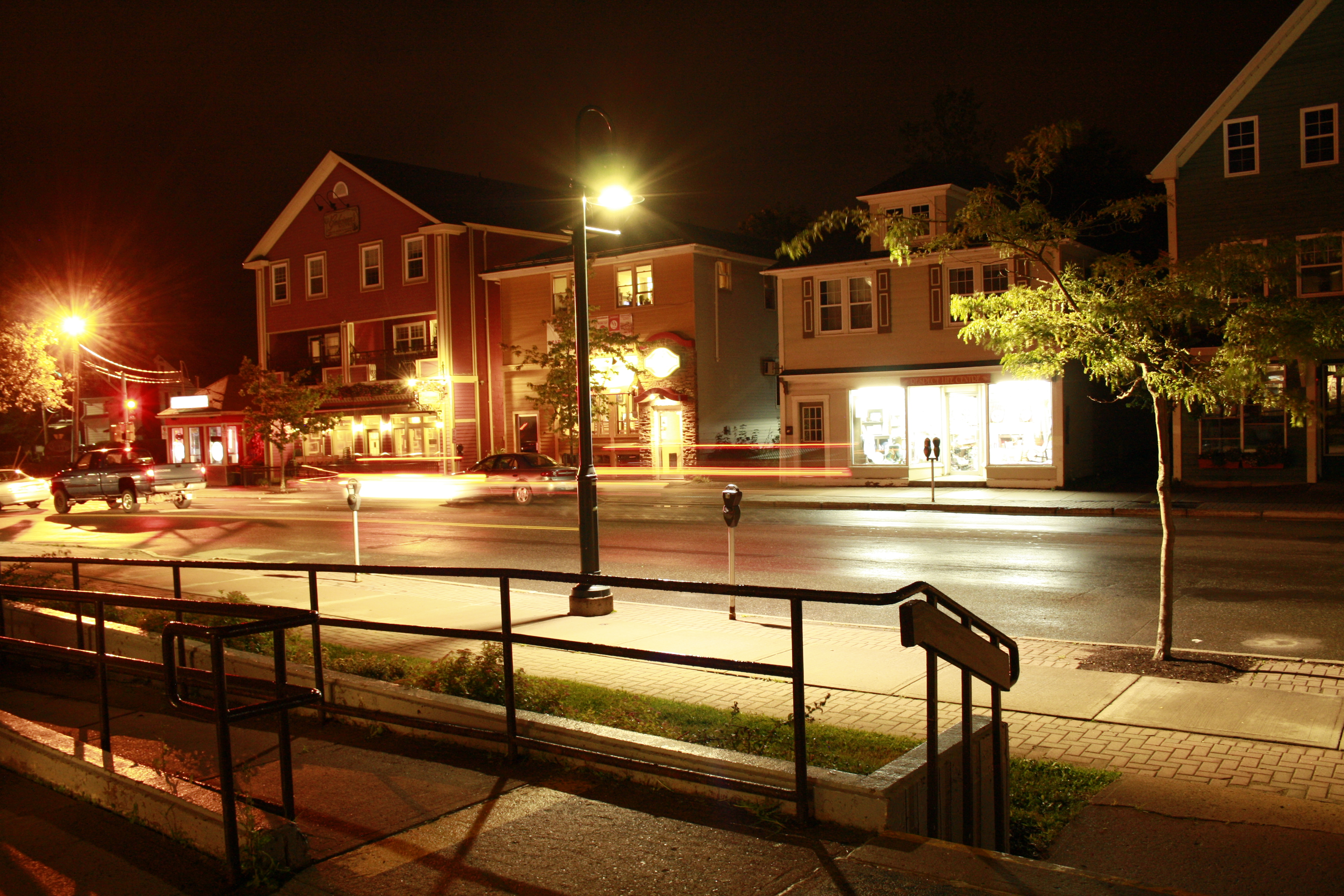

## Demografía
| Gráfica de evolución de Antigonish entre 1951 y 2021 |
|                                                      |

## Clima
El clima de Antigonish es predominantemente continental húmedo (Köppen Dfb)
| Parámetros climáticos promedio de Observatorio de Southside Antigonish Harbour (Periodo de referencia: 1981-2010) | Parámetros climáticos promedio de Observatorio de Southside Antigonish Harbour (Periodo de referencia: 1981-2010) | Parámetros climáticos promedio de Observatorio de Southside Antigonish Harbour (Periodo de referencia: 1981-2010) | Parámetros climáticos promedio de Observatorio de Southside Antigonish Harbour (Periodo de referencia: 1981-2010) | Parámetros climáticos promedio de Observatorio de Southside Antigonish Harbour (Periodo de referencia: 1981-2010) | Parámetros climáticos promedio de Observatorio de Southside Antigonish Harbour (Periodo de referencia: 1981-2010) | Parámetros climáticos promedio de Observatorio de Southside Antigonish Harbour (Periodo de referencia: 1981-2010) | Parámetros climáticos promedio de Observatorio de Southside Antigonish Harbour (Periodo de referencia: 1981-2010) | Parámetros climáticos promedio de Observatorio de Southside Antigonish Harbour (Periodo de referencia: 1981-2010) | Parámetros climáticos promedio de Observatorio de Southside Antigonish Harbour (Periodo de referencia: 1981-2010) | Parámetros climáticos promedio de Observatorio de Southside Antigonish Harbour (Periodo de referencia: 1981-2010) | Parámetros climáticos promedio de Observatorio de Southside Antigonish Harbour (Periodo de referencia: 1981-2010) | Parámetros climáticos promedio de Observatorio de Southside Antigonish Harbour (Periodo de referencia: 1981-2010) | Parámetros climáticos promedio de Observatorio de Southside Antigonish Harbour (Periodo de referencia: 1981-2010) |
| Mes | Ene. | Feb. | Mar. | Abr. | May. | Jun. | Jul. | Ago. | Sep. | Oct. | Nov. | Dic. | Anual |
| --- | --- | --- | --- | --- | --- | --- | --- | --- | --- | --- | --- | --- | --- |
| Temp. máx. abs. (°C)                                                                                              | 17.0 | 16.7 | 26.0 | 29.7 | 34.0 | 35.6 | 37.2 | 37.8 | 34.4 | 26.7 | 22.2 | 17.0 | 37.8 |
| Temp. máx. media (°C)                                                                                             | -1.3 | -0.6 | 3.4 | 8.6 | 15.6 | 21.0 | 25.2 | 25.0 | 20.9 | 13.7 | 8.1 | 2.7 | 11.9 |
| Temp. media (°C)                                                                                                  | -5.8 | -5.4 | -1.3 | 3.9 | 9.8 | 15.1 | 19.4 | 19.5 | 15.3 | 9.1 | 4.1 | -1.3 | 6.9 |
| Temp. mín. media (°C)                                                                                             | -10.4 | -10.2 | -5.9 | -0.7 | 4.0 | 9.2 | 13.5 | 13.9 | 9.8 | 4.4 | 0.2 | -5.4 | 1.9 |
| Temp. mín. abs. (°C)                                                                                              | -35.6 | -35.0 | -31.1 | -21.1 | -11.1 | -6.7 | 0.6 | 0.0 | -5.6 | -10.0 | -17.8 | -27.2 | -35.6 |
| Precipitación total (mm)                                                                                          | 118.4 | 85.3 | 101.0 | 97.7 | 74.8 | 85.0 | 77.7 | 106.9 | 94.9 | 127.6 | 145.6 | 131.7 | 1246.1 |
| Días de precipitaciones (≥ 1 mm)                                                                                  | 17 | 11 | 14 | 16 | 14 | 12 | 11 | 14 | 15 | 19 | 19 | 16 | 178 |
| Días de nevadas (≥ )                                                                                              | 12 | 6 | 7 | 4 | 0 | 0 | 0 | 0 | 0 | 0 | 5 | 8 | 42 |
| Fuente: Environment Canada                                                                                        | | | | | | | | | | | | | |